# Set dancing
Set dancing is een populaire vorm van volksdansen in Ierland. Set dances zijn gebaseerd op quadrilles. Deze laatsten waren aanvankelijk hofdansen welke door de Ieren omgevormd werden tot een unieke volksdans voor plattelandsgemeenschappen. Promotie van céilí dance in de jaren dertig en veertig en de opkomst van de rock-'n-roll in de jaren vijftig deed het set dancing naar de achtergrond verdwijnen. In de jaren tachtig vond echter een wedergeboorte plaats en vele verstofte sets werden van de vergetelheid gered en weer gedanst.
Voor set dancing is maar een beperkte ruimte nodig. Dit verklaart een belangrijk deel van de populariteit van de danssoort in plattelandsgebieden. Een schuur, kruispunt (!) of pub met een dansbaar oppervlakte van ongeveer 4 bij 4 meter was al geschikt.

## Set

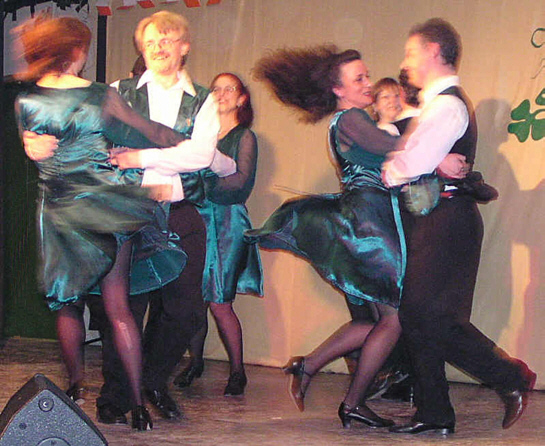
Shramore Set, 2e figuur

Bij de start van een set staan de koppels dansers opgesteld in een vierkant, steeds in het midden van hun zijde. Zowel de acht dansers als de dans zelf wordt een "set" genoemd. De dans zelf is een opvolging van dansfiguren, welke doorgaans een gezamenlijk thema of gezamenlijke structuur hebben.
De figuren beginnen en eindigen doorgaans met delen die alle acht deelnemers gezamenlijk dansen. Binnen het figuur zelf dansen de koppels alleen of in tweetallen. In de set wordt het koppel dat met hun rug naar de band staat traditioneel "First Tops" genoemd, met de "Second Tops" tegenover hen.
Het koppel aan de linkerhand van "First Tops" wordt "First Sides" genoemd, met de "Second Sides" tegenover hen. In de meeste gevallen is First Tops als eerste aan de beurt met dansen. Wie daarna danst, is afhankelijk van de set. Sommigen laten First Sides en daarna Second Tops dansen terwijl anderen Second Tops en daarna First Sides laten dansen. Second Sides is vrijwel altijd het laatste koppel dat danst, wat het beste is voor onervaren koppels (die immers tijdens het wachten beter de kunst kunnen afkijken).
Set dances van een bepaalde regio hebben doorgaans gelijke elementen. Zo hebben de sets van de regio Connemara (onder meer Connemara Reel Set, South Galway Reel Set en de Claddagh Set) de First Sides aan de rechterhand van de First Tops. Sets uit Clare hebben vaak voetenwerk vergelijkbaar met de Stepdance of traditionele vrije stijl Sean-nós dance (die veel gestampte passen heeft).
Het belangrijkste verschil tussen Set Dance enerzijds en "square dance" en "round dance" anderzijds is dat er geen aankondigingen ("Calling") nodig zijn. De volgorde van de figuren is vastgelegd in de naam van de set. In plaatsen met grote gemeenschappen van set dansers, zoals Ierland of New York, is het ongebruikelijk dat een figuur wordt aangekondigd, aangezien de dansers allen bekend zijn met de gebruikelijke sets. Op plaatsen waar veel onervaren dansers komen, is er doorgaans wel een "Caller" aanwezig om informatie over de figuren te geven.